# Lautsystem
Unter Lautsystem oder Sprachlautsystem versteht man die Menge der Sprachlaute, die in einer bestimmten Sprache gesprochen werden und der sprachlichen Kommunikation dienen. Die Laute werden systematisch nach phonetischen Kriterien zusammengestellt; dabei kann es sich um artikulatorische, akustische oder auditive Kriterien handeln. Jede Sprache hat ein ihr eigenes Lautsystem. Charakteristisch für das deutsche Lautsystem ist zum Beispiel der Ich-Laut [⁠ç⁠]. Zu den charakteristischen Lauten des Französischen gehören Nasalvokale wie zum Beispiel [⁠ã⁠].

## Lautsystem – Phonemsystem
Man muss das Lautsystem einer Sprache deutlich von ihrem Phonemsystem unterscheiden, da zum Lautsystem auch phonologisch irrelevante Erscheinungen wie im Deutschen der sogenannte Knacklaut sowie alle Allophone einschließlich ihrer phonetischen Varianten gehören. Duden. Die Grammatik verwendet „Lautsystem“ lediglich als Verweisstichwort für „Phonemsystem“. Lautsysteme sind Gegenstand der Phonetik, Phonemsysteme Gegenstand der Phonologie (Phonemik).